# Landesbergen
Landesbergen es un municipio situado en el distrito de Nienburg-Weser, en el estado federado de Baja Sajonia (Alemania). Su población a finales de 2016 era de unos 2730 habitantes.
Se encuentra ubicado a poca distancia al noreste de la frontera con el estado de Renania del Norte-Westfalia.